# 長寶道
清朝行政區劃名。明朝本屬湖廣布政使司。康熙三年（1664年）湖南下设長寶道、岳常澧道、辰沅永靖道、衡永郴桂道四道。長寶道治長沙，轄二府，共二州十五縣。
- 長沙府：治長沙，領長沙縣、善化縣、湘潭縣、湘陰縣、寧鄉縣、瀏陽縣、醴陵縣、益陽縣、湘鄉縣、攸縣、安化縣、茶陵州，一州十一縣。
- 寶慶府：治邵陽，領邵陽縣、新化縣、城步縣、武岡州、新寧縣，一州四縣。